# Öllegård Wellton
Ingeborg Viola Öllegård Hell, känd under flicknamnet Öllegård Wellton, född 18 april 1932 i Sankt Görans församling i Stockholm, död 26 juni 1991 i Johannes församling i Stockholm, var en svensk skådespelare.

## Biografi

### De första åren
Öllegård Wellton tillhörde en släkt med konstnärliga anlag. Som en av de yngsta eleverna någonsin började hon 1948 på Gösta Terserus teaterskola vid Munkbron i Gamla stan, där hon förberedde sig för fortsatta studier på elevskolan vid Dramaten.
Redan sommaren 1949 blev hon engagerad för en mindre roll i Noël Cowards komedi Fröjd för stunden på Lisebergsteatern i Göteborg. Det var hennes ingifte morbror, skådespelaren och teaterdirektören Ernst Eklund som satte upp pjäsen med Sture Lagerwall i huvudrollen.
Hon skymtade även i småroller på film från slutet av 1940-talet, som i Ragnar Frisks Hammarforsens brus och i Ingmar Bergmans Törst. Men hennes första betydande insatser på vita duken kom i tre filmer av och med Bengt Logardt; Ogift fader sökes inspelad på tidiga hösten 1952 med Wellton, Eva Stiberg, Lissi Alandh och Ulla Smidje som övergivna barnaföderskor. Därefter Folket i fält och En skärgårdsnatt, alla tre med biografpremiär 1953.

### Dramatens elevskola
Wellton blev antagen 1950, nyss 18 år fyllda. På skolan gick då redan Max von Sydow, Lars Ekborg, Margaretha Krook och Allan Edwall och själv blev hon årskamrat med Jan Malmsjö, Gunnar Hellström, Olof Thunberg, Ulla Sjöblom, Silvija Bardh och Pia Arnell med flera.
Efter bara ett halvår på skolan debuterade hon i januari 1951 på Dramaten som Jessica mot Inga Tidblad som Portia (från Köpmannen i Venedig) i en föreställning specialgjord för Tidblad med scener ur flera av Shakespeares pjäser.
Wellton kreerade i november 1952 rollen som Ormesinda i uruppförandet av Carl Jonas Love Almqvists renässanspastisch Ramido Marinesco, med Jan Malmsjö i titelrollen. Föreställningen blev så uppskattad att den under några månader ingick i teaterns ordinarie repertoar.
Säsongen 1953–1954 hade hon ett årskontrakt på Dramaten och gjorde Nela i Pirandellos Liolà med Jarl Kulle i titelrollen. Uppsättningen blev i Pollaks regi en stor framgång och gavs 92 gånger.
Wellton gjorde en liten roll i Olof Molanders iscensättning i Orestien av Aischylos som gavs på våren 1954 och innan hon lämnade nationalscenen gjorde hon den lilla rollen Solange i Förälskad i kärleken av de franska lustspelsförfattarna Caillavet och de Flers, i regi av Mimi Pollak.

### På teaterscener i Stockholm och turné med Riksteatern
Sommaren 1952 gjorde hon Mariane när Parkteatern gav Molières Tartuffe, med hennes lärare från elevskolan Hans Strååt i titelrollen. Föreställningen hade premiär den 1 juli i Humlegården och Orgon gjordes av Roland Söderberg medan Inga Gill spelade Dorine. På hösten samma år spelade och sjöng hon Liat i Richard Rodgers och Oscar Hammersteins musikal South Pacific på Oscarsteatern. Ulla Sallert gjorde Nellie Forbush och på scenen fanns också Kim Borg, Åke Grönberg och Sigge Fürst. Längre ner i rollistan hittade man Berith Bohm och Åke Starck.
Wellton engagerades hösten 1954 av Riksteatern som Lotusblomman i den populära komedin Thehuset Augustimånen av John Patrick, med Karl Erik Flens som Sakini.
Två stora Shakespeareroller fick hon på Riksteatern också, med Börje Mellvig. 1956 som Viola i Trettondagsafton med Gunnar Björnstrand som Malvolio och Allan Edwall i rollen som Narren. Året därpå gjordes Othello med Holger Löwenadler i titelrollen och med Wellton som Desdemona.  
Även Per-Axel Branner på Nya teatern i Stockholm engagerade henne och på våren 1955 spelade hon Emily Webb i Thornton Wilders Vår lilla stad, som följdes av Paul Greens skådespel Onyttingen (The no’count Boy) som kreerades av Lars Ekborg med Wellton som Pheelie.
Vintern 1955–1956 var hon även på den lilla Marsyasteatern som höll till i en källare i Gamla stan. Där gjorde hon bland annat Markisinnan i Mussets enaktare En dörr skall vara öppen eller stängd, med Ingemar Pallin som Greven. Den föreställningen direktsändes i april samma år på TV-teatern, där både Wellton och Pallin i och med detta gjorde debut.

### Norrköping-Linköpings stadsteater
Wellton var 1957–1963 engagerad på Stadsteatern Norrköping-Linköping där teaterchefen John Zacharias omgav sig med en för landsorten oöverträffad ensemble. Den allra första uppgiften var som Eliza i George Bernard Shaws Pygmalion.    
Bland hennes många roller på de två östgötascenerna kan nämnas Jane Banbury i Noël Cowards komedi Fallna änglar och Amy Spittigue i Här dansar Charleys tant med Nils Poppe i huvudrollen. Hon gjorde Gittel Mosca i Gibsons komedi Två på gungbrädet med Erik Hell som Jerry Ryan och Kristina i Strindbergs pjäs med samma namn. Därefter följde Camilla i Mussets Lek ej med kärleken med Sven Wollter som Perdican och Lucienne i Georges Feydeaus sekelskiftesfars Fruar på vift.
Hon avslutade sitt engagemang på stadsteatern på hösten 1963 med att göra Indras dotter i Strindbergs Ett drömspel som iscensattes av den gästade Dramatenregissören Olof Molander. 

### Frilans i Stockholm på 1960-talet
Hennes rentré i huvudstaden var med kabarén Dans på bryggan som elevkamraten Olof Thunberg satte upp på Hamburger Börs sommaren 1963. Hon uppträdde då med Lars Passgård och Lena Granhagen vid sin sida.
Efter att ha spelat den sista föreställningen i Norrköping-Linköping återvände hon mer permanent till Stockholm vid årsskiftet 1963–1964 och den första uppgiften var ett gästspel på Stockholms stadsteater. Georg Funkquist satte upp Shaws satiriska pjäs Karusellen med Claes Thelander som Kungen.
Under sommaruppehållet för Karusellen spelade hon Roxanne i Edmond Rostands pjäs Cyrano de Bergerac på Skansenteatern med Per Oscarsson i titelrollen.  
1968 var hon tillbaka på Stockholms stadsteater för rollen som Lucentio i Johan Bergenstråhles allt annat än tidstrogna uppsättning av Shakespeares Så tuktas en argbigga med Lena Granhagen som Katarina och Keve Hjelm som Petrucchio.
Efter debuten på TV-teatern 1956 dröjde det åtta år innan Öllegård Wellton dök upp i rutan igen. Hon medverkade i ett avsnitt av Nils Poppe show 1964 där hon, Gunwer Bergkvist och huvudpersonen själv lärde tevetittarna hur man gör en operett. På TV-teatern spelade hon med Gunn Wållgren och Erik Hell i Mauriacs pjäs Asmodeus (1966) som följdes av rollen som Rutenschöld i Almqvists pjäs Drottningens juvelsmycke året därpå. 1968 gjorde hon Kulins hustru mot Ernst-Hugo Järegård i Brechts enaktare Regeln och undantaget .
Hon medverkade i slutet på 1960-talet i flera svenska långfilmer som Vilgot Sjömans Jag är nyfiken - gul, i Claes Fellboms Carmilla, Åke Falcks Vidingevals och Göran Genteles Miss and Mrs. Sweden. Men för många är hon nog ändå förknippad med rollen som Fru Settergren, Tommys och Annikas mamma, i filmerna och TV-serien om Pippi Långstrump.

### 1970- och 1980-talet
Welltons scenframträdanden blev under 1970-talet mer sällsynta men hon var då och då gäst på Stockholms stadsteater. Med rollen som berätterskan spelade hon i Sara Lidmans pjäs De vilda svanarna (efter H.C. Andersen) som hösten 1971 var invigningsprogram för Klarateatern, med bland andra Björn Gustafson och Frej Lindqvist i ensemblen. 
Säsongen 1975–1976 återkom hon på stadsteatern i Anton Tjechovs pjäs Körsbärsträdgården som på våren följdes av rollen som Kaninen i Werner Aspenströms pjäs för dockor och skådespelare: Väntarna med Åke Lundqvist, Gun Arvidsson och Bert-Åke Varg.
1977 återvände hon till Stadsteatern Norrköping-Linköping på ett gästspel med rollen som Onka i Slawomir Mrozeks komedi Puckelryggen och 1980 turnerade hon med Riksteatern där hon kreerade Charlotte von Stein i Peter Hacks pjäs Ett samtal i huset Stein rörande den frånvarande herr von Goethe.
Welltons sista framträdande på teaterscenen var som fru Violet Layden i Horace McKoys och Ray Hermanns pjäs Maratondansen som 1982 spelades på Stockholms stadsteater.
Hon undervisade i flera år privatelever i hemmet och var en tid också verksam som lärare vid Calle Flygare Teaterskola.

### Övrigt
Öllegård Wellton var gift första gången 1950–1953 med konstnären Ivan Roos (1923–1999) och andra gången med skådespelaren Erik Hell från 1960 till dennes död 1973. Hon blev mor till Johan Hell 1960 och skådespelaren Krister Hell 1962.
Hon var också innehavare av restaurang Fiskhuset Öllegården.
Wellton är gravsatt i minneslunden på Solna kyrkogård.

## Filmografi
- 1948 – Hammarforsens brus
- 1949 – Gatan
- 1949 – Törst
- 1949 – Skolka skolan
- 1953 – Vingslag i natten
- 1953 – Folket i fält
- 1953 – En skärgårdsnatt
- 1953 – Ogift fader sökes
- 1956 – Flamman
- 1959 – Brevet
- 1962 – Älskarinnan
- 1965 – Den nya kvinnan
- 1966 – Asmodeus
- 1967 – Jag är nyfiken – gul
- 1967 – Drottningens juvelsmycke
- 1968 – Carmilla
- 1968 – Vindingevals
- 1968 – Komedi i Hägerskog
- 1968 – Agent 0,5 och kvarten – fattaruväl!
- 1969 – Pippi Långstrump (TV-serie)
- 1969 – Miss and Mrs. Sweden
- 1970 – På rymmen med Pippi Långstrump
- 1970 – Pippi Långstrump på de sju haven
- 1973 – Här kommer Pippi Långstrump
- 1976 – En dåres försvarstal (TV-serie)
- 1985 – August Strindberg ett liv (TV-serie)

## Teater

### Roller (ej komplett)
| År   | Roll                              | Produktion                                                                                      | Regi                    | Teater                           |
| ---- | --------------------------------- | ----------------------------------------------------------------------------------------------- | ----------------------- | -------------------------------- |
| 1949 |                                   | Fröjd för stunden (Present Laughter) Noël Coward                                                | Ernst Eklund            | Lisebergsteatern                 |
| 1952 | Liat                              | South Pacific Richard Rodgers, Oscar Hammerstein och Joshua Logan                               | Sven Aage Larsen        | Oscarsteatern                    |
| 1953 |                                   | Änglavakt (La Cuisine des anges) Albert Husson                                                  | Sandro Malmquist        | Riksteatern                      |
| 1953 | Marie                             | Positivhataren August Blanche                                                                   | Gösta Terserus          | Parkteatern                      |
| 1954 | Lotusblomma                       | Thehuset Augustimånen (The Teahouse of the August Moon) John Patrick                            | Sandro Malmquist        | Riksteatern                      |
| 1955 | Emily Webb                        | Vår lilla stad (Our Town) Thornton Wilder                                                       | Per-Axel Branner        | Nya Teatern                      |
| 1955 | Dorothy Simple                    | Tre Amerikaner: De nedtrampade petuniorna (The case of the crushed petunias) Tennessee Williams | Claes Thelander         | Nya Teatern                      |
| 1955 | Pheelie                           | Tre Amerikaner: Onyttingen (The No’ Count Boy) Paul Green                                       | Claes Thelander         | Nya Teatern                      |
| 1957 | Desdemona                         | Othello William Shakespeare                                                                     | Börje Mellvig           | Riksteatern                      |
| 1957 | Eliza Doolittle                   | Pygmalion George Bernard Shaw                                                                   | John Zacharias          | Norrköping-Linköping stadsteater |
| 1957 | Turandot, kinesisk prinsessa      | Den kinesiska asken Finn Methling                                                               | Lars-Erik Liedholm      | Norrköping-Linköping stadsteater |
| 1957 | Myrrhine                          | Lysistrate Aristofanes                                                                          | Olof Thunberg           | Norrköping-Linköping stadsteater |
| 1958 | Fru X                             | Den starkare August Strindberg                                                                  | John Zacharias          | Norrköping-Linköping stadsteater |
| 1958 | Kusinen                           | Leka med elden August Strindberg                                                                | John Zacharias          | Norrköping-Linköping stadsteater |
| 1958 | Adela                             | Gäst i gryningen Alejandro Casona                                                               | Gösta Folke             | Norrköping-Linköping stadsteater |
| 1958 | Jane Banbury                      | Fallna änglar Noël Coward                                                                       | Ingrid Luterkort        | Norrköping-Linköping stadsteater |
| 1958 | Marinette                         | Bröllopet på Seine Marcel Achard                                                                | John Zacharias          | Norrköping-Linköping stadsteater |
| 1959 | Amy Spettigue                     | Här dansar Charley’s tant George Abbot och Frank Loesser                                        | Lars-Erik Liedholm      | Norrköping-Linköping stadsteater |
| 1959 | Mjölnarfrun                       | Den vackra mjölnarfrun Alejandro Casona                                                         | Sam Besekow             | Norrköping-Linköping stadsteater |
| 1959 | Lady Raeburn Nattklubbssångerskan | Ung och grön Dorothy Reynolds och Julian Slade                                                  | Ingrid Luterkort        | Norrköping-Linköping stadsteater |
| 1959 | Arlette                           | Frestelse Jacques Deval                                                                         | John Zacharias          | Norrköping-Linköping stadsteater |
| 1959 | Ann Howard                        | Den beskedlige älskaren Graham Greene                                                           | Lars Barringer          | Norrköping-Linköping stadsteater |
| 1960 | Gittel Mosca                      | Två på gungbrädet William Gibson                                                                | Ingrid Luterkort        | Norrköping-Linköping stadsteater |
| 1960 | Caroline Bonaparte                | Napoleons tvätterska Victorien Sardou och Émile Moreau                                          | John Zacharias          | Norrköping-Linköping stadsteater |
| 1961 | Drottning Christina               | Christina August Strindberg                                                                     | John Zacharias          | Norrköping-Linköping stadsteater |
| 1961 | Flickan                           | Nattkyparen Vilhelm Moberg                                                                      | John Zacharias          | Norrköping-Linköping stadsteater |
| 1961 | Bianca                            | Så tuktas en hustyrann John Fletcher                                                            | Lars Barringer          | Norrköping-Linköping stadsteater |
| 1962 | Camilla                           | Lek ej med kärleken Alfred de Musset                                                            | Ingrid Luterkort        | Norrköping-Linköping stadsteater |
| 1962 | Lucienne                          | Fruar på vift Georges Feydeau                                                                   | Lars Barringer          | Norrköping-Linköping stadsteater |
| 1963 | Josefa Lanthenay                  | Tokan Marcel Achard                                                                             | Bertil Norström         | Norrköping-Linköping stadsteater |
| 1963 | Medverkade                        | Dans på bryggan Gardar Sahlberg och Arne Eriksson                                               | Olof Thunberg           | Hamburger Börs                   |
| 1963 | Indras dotter                     | Ett drömspel August Strindberg                                                                  | Olof Molander           | Norrköping-Linköping stadsteater |
| 1964 | Doreen Belinda                    | Se men inte höra Peter Shaffer                                                                  | Hasse Ekman Gösta Ekman | Intiman                          |
| 1964 | Orinthia                          | Karusellen (The Apple Cart) George Bernard Shaw                                                 | Georg Funkquist         | Stockholms stadsteater           |
| 1964 | Roxane                            | Cyrano de Bergerac Edmond Rostand                                                               | Per Oscarsson           | Skansens friluftsteater          |
| 1967 | Kanin                             | Nalle Puh A.A. Milne                                                                            | Thor Zackrisson         | Skolbarnsteatern                 |
| 1971 | Berätterskan                      | De vilda svanarna H.C. Andersen                                                                 | Fred Hjelm              | Stockholms stadsteater           |
| 1975 | Charlotta Ivanova                 | Körsbärsträdgården Anton Tjechov                                                                | Jan Håkanson            | Stockholms stadsteater           |
| 1977 |                                   | Romeo och Julia William Shakespeare                                                             | Hans Elfvin             | Norrköping-Linköping stadsteater |
| 1982 | Fru Violet Layden                 | Maratondansen Horace McCoy                                                                      | Fred Hjelm              | Stockholms stadsteater           |

### Regi
| År   | Produktion    | Upphovsmän                         | Teater                           |
| ---- | ------------- | ---------------------------------- | -------------------------------- |
| 1962 | Kungens paket | Staffan Tjerneld och Alf Henrikson | Norrköping-Linköping stadsteater |

## Radioteater

### Roller
| År   | Roll | Produktion                        | Regi          |
| ---- | ---- | --------------------------------- | ------------- |
| 1967 |      | Buss på kontinenten Ove Magnusson | Olof Thunberg |